# Goddo
Goddo (ou Godo) é uma cidade do Suriname, localizada no distrito de Sipaliwini, a 89 metros acima do nível do mar.